# 8 mei (België)

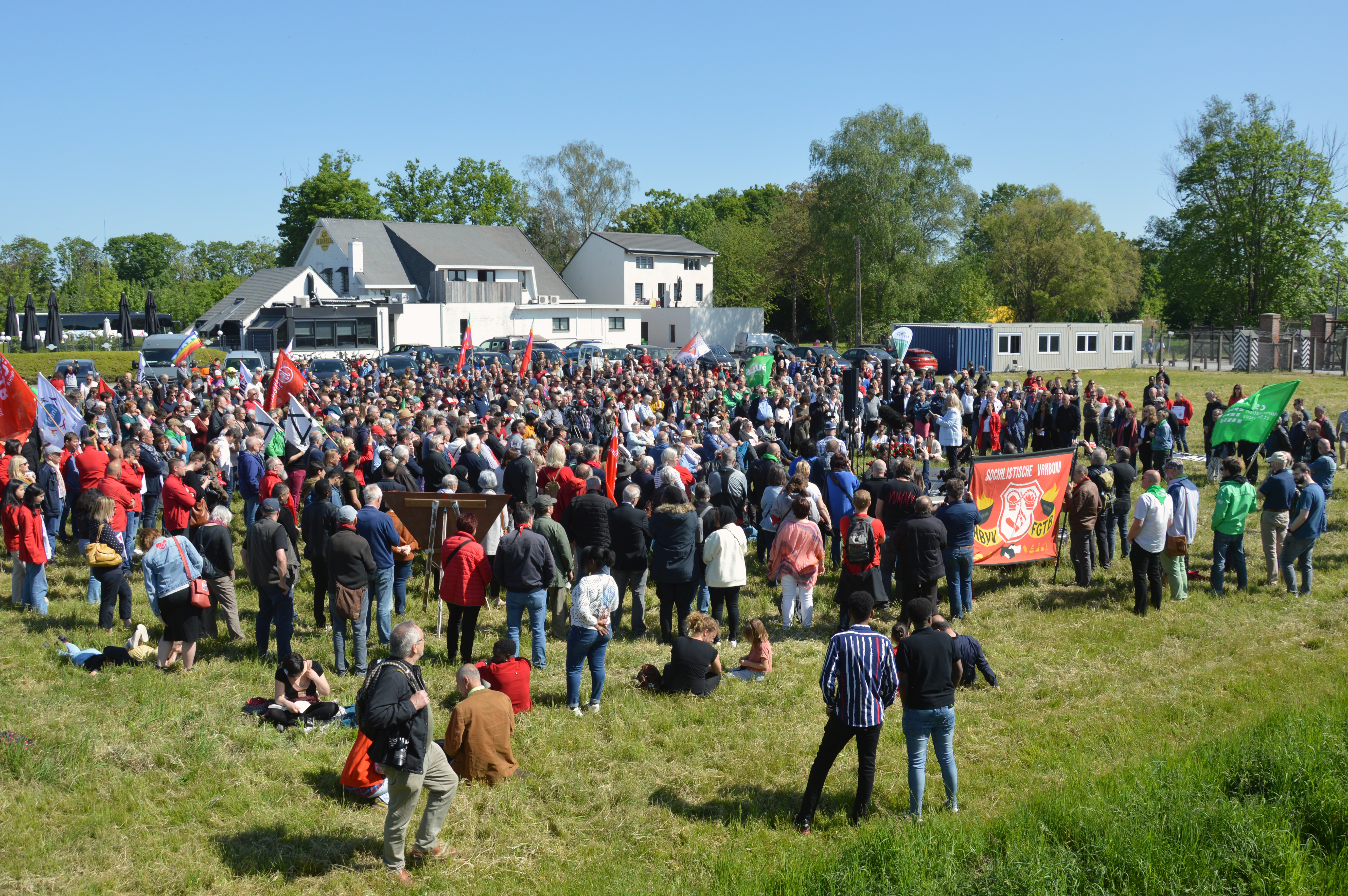
8 mei-herdenking aan het Fort van Breendonk in 2022

8 mei is een voormalige nationale officiële feestdag in België waarop het einde van de Tweede Wereldoorlog in Europa, V-dag, wordt herdacht.

## Geschiedenis
Op 8 mei 1945 werd bekend dat Nazi-Duitsland zich de dag voordien onvoorwaardelijk had overgegeven en kwam een einde aan de Tweede Wereldoorlog in Europa. Deze dag werd uitgeroepen als Victory in Europe Day of V-dag. Er werd gevierd in België. Het land was echter al bevrijd sinds september 1944 en de situatie was voor veel inwoners toch niet zo positief als gehoopt – de materiële omstandigheden waren nog moeilijk, veel gevangenen kwamen niet terug, en de koningskwestie verdeelde het land – waardoor de overgave van de Duitsers misschien minder buitenissig werd gevierd dan de bevrijding, of dan het geval was in andere landen.

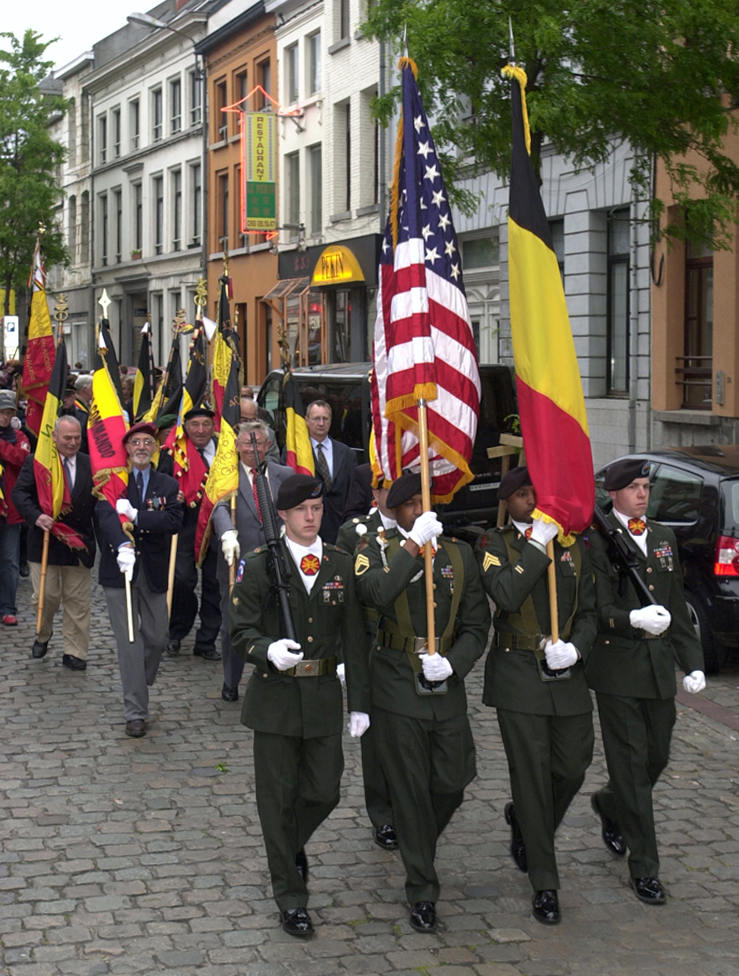
Amerikaanse soldaten gaan vaderlandslievende verenigingen vooraf tijdens een 8 meiviering in Aat, 2007.

Hoewel 8 mei een officiële feestdag werd, gaf ze geen aanleiding tot grote vieringen in de jaren na de oorlog. Ook in verzetskringen werd eerder de bevrijding gevierd dan de overgave. Tot 1974 sloten overheidsdiensten en scholen een dag de deur. In 1974 beperkte de regering-Tindemans als besparingsmaatregel en in de context van de staatshervormingen het aantal feestdagen tot tien en in 1983 schrapte de regering-Martens V 8 mei officieel. De herdenking van de Tweede Wereldoorlog viel zo volledig samen met die van de Eerste Wereldoorlog op 11 november. Eerste minister Jean-Luc Dehaene pleitte er later vergeefs voor om van 8 mei 1995, vijftig jaar na de overgave, een feestdag te maken.
In het Brussels Hoofdstedelijk Gewest wordt het Irisfeest, het feest van de gemeenschap, sinds 2003 telkens gevierd op of rond 8 mei, ten dele als teken dat Brussel "zich verzet tegen alle vormen van extremisme". Sinds 2019 is het er een officiële feestdag voor ambtenaren.
In de 21e eeuw hebben onder andere historici Pieter Lagrou, Koen Aerts en Herman Van Goethem en ethicus Freddy Mortier het belang van de herdenking van het einde van de Tweede Wereldoorlog benadrukt. In 2020 riep de politieke partij PVDA op om van 8 mei opnieuw een officiële feestdag te maken en organiseerde ze een herdenking aan het Fort van Breendonk. In 2022 kreeg de oproep bijval van de 8 mei-coalitie, een initiatief van Ellen De Soete dat gesteund wordt door onder andere ACV, ABVV, 11.11.11, de Vrouwenraad, de Liga voor Mensenrechten en kunstenaars en academici. De coalitie verzamelde op 8 mei 2022 met honderden deelnemers voor een herdenking aan het Fort van Breendonk. Daarop diende Groen in het Vlaams Parlement een voorstel tot resolutie in en Vooruit en PVDA een wetsvoorstel in de Kamer. Sindsdien wordt 8 mei jaarlijks herdacht aan het Fort van Breendonk en worden er in verschillende steden en gemeenten plaatselijke activiteiten georganiseerd.

## Activiteiten
Oudstrijders- en patriottische verenigingen zoals de Nationale Strijdersbond organiseren op 8 mei traditioneel herdenkingsceremonies en bloemenhuldes aan oorlogsmonumenten. Sinds de jaren 2020 vinden er opnieuw meer herdenkingen plaats die het belang van herinneringseducatie en antifascisme benadrukken.